# Monoptilon
Monoptilon là một chi thực vật có hoa trong họ Cúc (Asteraceae).

## Loài
Chi Monoptilon gồm các loài: